# 萊恩斯克里克鎮區 (北卡羅萊納州尤寧縣)
萊恩斯克里克鎮區（英語：Lanes Creek Township）是位於美國北卡羅萊納州尤寧縣的一個鎮區。

## 地方資料
萊恩斯克里克鎮區的面積為120.43平方千米，皆為陸地。根據2020年美國人口普查的數據，當地共有人口2,765人，而人口密度為每平方千米23人。